# خره جو (مهاباد)
قرية خره جو (بالكردية: خڕەجۆ) هي إحدى القرى التابعة لـمنغور الشرقية في ريف قسم خليفان من مقاطعة مهاباد، في محافظة أذربیجان الغربیة الإيرانية.

## السكان
حسب إحصاءات سنة 2006، بلغ إجمالي السكان في خره جو 150 نسمة وعدد المساكن 15 مسكن. لغة سكان خره جو هي اللغة الكردية و هم من أهل السنة والجماعة والمذهب الشافعي.